# Torquemada (drama)
Torquemada je drama Victora Hugoa koja govori o inkviziciji u Španjolskoj. Djelo kritizira i fanatički katolicizam i tadašnje pogrome u Rusiji.